# Caldas de São Jorge
Caldas de São Jorge ist ein Ort und eine ehemalige Gemeinde (Freguesia) im portugiesischen Kreis Santa Maria da Feira. Die Gemeinde hatte 2690 Einwohner (Stand 30. Juni 2011).
Am 29. September 2013 wurden die Gemeinden Caldas de São Jorge und Pigeiros zur neuen Gemeinde União das Freguesias de Caldas de São Jorge e Pigeiros zusammengeschlossen. Caldas de São Jorge ist Sitz dieser neu gebildeten Gemeinde.